# Edwin Linkomies
Edwin Johannes Hildegard Linkomies (22 tháng 12 năm 1894 – 9 tháng 9 năm 1963, đến năm 1928 Edwin Flinck) là Thủ tướng Phần Lan từ tháng 3 năm 1943 đến tháng 8 năm 1944.